# Paula Prioteasa
Paula Prioteasa (n. 1936, Comuna Stolnici, Argeș) este o fostă  comunistă română, vicepreședinte al Consiliului Central de Control Muncitoresc al Activității Economice și Sociale, ministrul Industriei Alimentare și Achiziției Produselor în perioada 12 iulie 1986 - 20 ianuarie 1988 și Ministrul Industriei Alimentare în perioada 20 ianuarie 1988 - 22 decembrie 1989. Paula Prioteasa a deținut funcția de Ministru al industriei alimentare și al achiziționării produselor agricole în Guvernul Constantin Dăscălescu (2). La căderea regimului comunist, Paula Prioteasa era membră în Comitetul Central al Partidului Comunist Român. Paula Prioteasa a fost deputat în Marea Adunare Națională în perioada 1980-1989.